# Smicridea ulmeri
Smicridea ulmeri là một loài Trichoptera trong họ Hydropsychidae. Chúng phân bố ở miền Australasia.